# Tuamoturohrsänger
Der Tuamoturohrsänger (Acrocephalus atyphus) ist ein Singvogel aus der Gattung der Rohrsänger (Acrocephalus) und der Familie der Rohrsängerartigen (Acrocephalidae).
Der Vogel ist in Französisch-Polynesien auf dem Tuamotu-Archipel endemisch.
Der Lebensraum umfasst baum- und buschbestandene Lebensräume auf Atollen und Koralleninseln, auch Gärten, Kokosnussplantagen und Dickichte aus Pandanus.
Das Artepitheton kommt von lateinisch atyphus ‚ohne Ordnung, stotternd, undeutlich‘.
Früher wurde die Art mitunter als konspezifisch mit dem Langschnabel-Rohrsänger (Acrocephalus caffer) und dem Südmarquesas-Rohrsänger (Acrocephalus mendanae) angesehen, die sich jedoch deutlich unterscheiden.

## Merkmale
Die Art ist etwa 18 cm groß, ein schlanker braun gefiederter Rohrsänger mit mittellangem Schnabel. Das Gefieder kann beträchtlich variieren. Der Überaugenstreif ist weißlich, die Oberseite graubraun, Flügel und Schwanz sind etwas dunkler graubraun mit weißen Spitzen. Die Unterseite ist hell, die Iris dunkel, der Oberschnabel schwarz, der Unterschnabel rosafarben, die Beine sind grau. Die Geschlechter unterscheiden sich nicht.

## Geografische Variation
Es wurden folgende Unterarten anerkannt:
- A. a. atyphus (Wetmore, 1919), Nominatform – nordwestliches Tuamotu-Archipel
- A. a. eremus (Wetmore, 1919) – Makatea
- A. a. niauensis (Murphy & Mathews, 1929) – Niau
- A. a. palmarum (Murphy & Mathews, 1928) – Anaa
- A. a. ravus (Wetmore, 1919) – südöstliches Tuamotu-Archipel
- A. a. atyphus (Murphy & Mathews, 1929) – Napuka

## Stimme
Der Ruf wird als  häufig wiederholtes tiefes „chru“, der Gesang als jeweils von einer Pause unterbrochen wiederholtes „chr-peee-tu-tu-pee-wee“ beschrieben, ähnlich dem des Langschnabel-Rohrsängers (Acrocephalus caffer), aber schlichter.

## Lebensweise
Die Art ist Standvogel. Die Nahrung besteht hauptsächlich aus Insekten, kleinen Eidechsen, Spinnentieren, Weichtieren und Schnecken, die entlang von Ästen, Zweigen und Blättern, auch am Boden, seltener in der Luft gefangen werden.
Es kann das ganze Jahr über gebrütet werden. Das Nest besteht aus Grashalmen, Zweigen, langen Blättern und Kokosnussfasern und wird in 1–10 m Höhe in einen Busch oder Baum gehängt. Das Gelege besteht aus 1 bis 3 Eiern. Die Küken werden von beiden Elternvögeln gefüttert.

## Gefährdungssituation und Bestand
Die Art wird wegen des großen Verbreitungsgebietes von etwa 495.000 km² und der stabilen Bestände in der Roten Liste der IUCN als nicht gefährdet (Least Concern) eingestuft.